# Shelton, Staffordshire

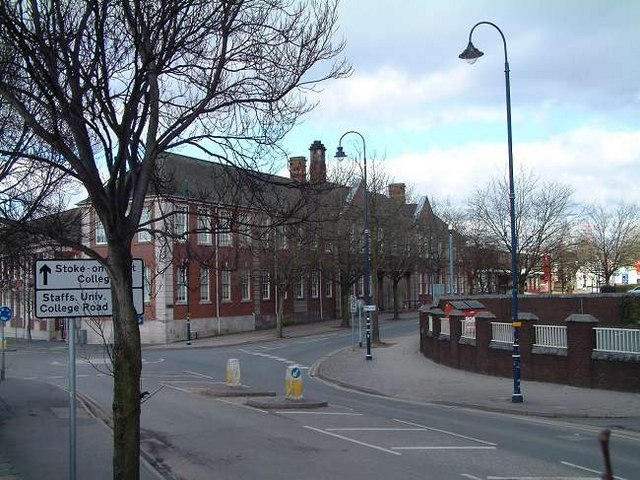
Staffordshire University i Stoke-upon-Trent.

Shelton är en förort till Stoke-on-Trent i det ceremoniella grevskapet Staffordshire. Shelton har 10 594 invånare.
Sheltons närhet till Staffordshire University i Stoke-upon-Trent har resulterat i att området har ett stort antal studenter. I anslutning till universitetet finns en filmteater som ofta visar lokala filmer och som ligger nära Stoke-on-Trents järnvägsstation. Stoke-on-Trent College finns också i Shelton. Området består mestadels av terrasshus och är en kombination av bosatta ägare, studenter och privata hyresvärdar. 2001 års folkräkning definierade Shelton som "mångkulturell".